# Play It Again, Sam
Somnis d'un seductor (Play It Again, Sam) és una pel·lícula basada en l'obra de teatre homònima de Woody Allen i portada a la pantalla pel cineasta Herbert Ross, a petició d'Allen qui, en les seves paraules, "encara no sabia dirigir". La peça teatral, també coneguda com a Aspirina per a dos i que s'havia representat amb succés a Broadway, seria també un dels primers èxits d'Allen al cinema.

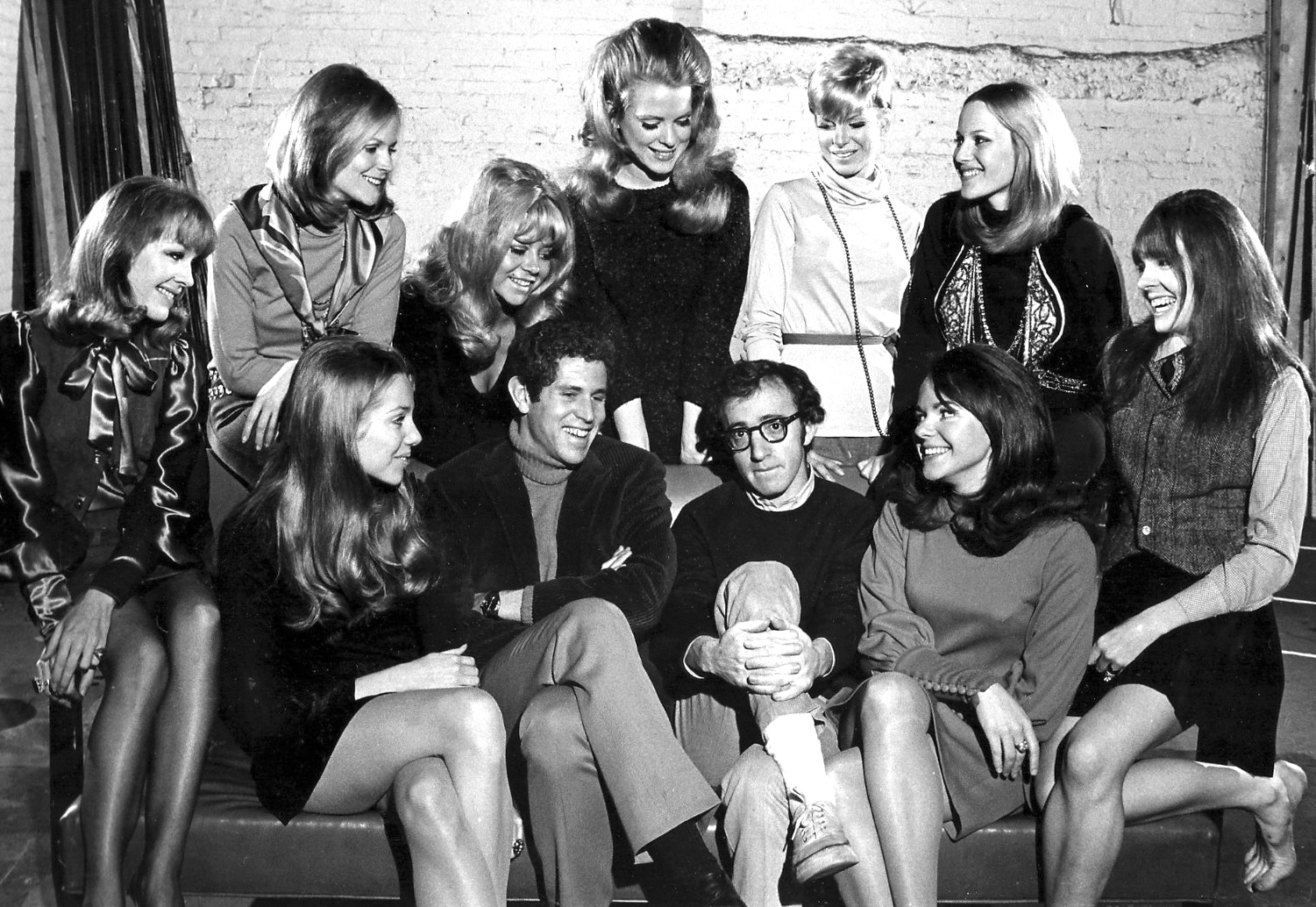
Foto de repartiment de la comèdia de Broadway (1969): al centre, Tony Roberts (n. 1939) i Woody Allen; en l'extrem de la dreta, Diane Keaton.

La història, que és la d'un cinèfil que, afectat pel seu recent divorci, comença a cercar una noia amb qui estar i acaba embullant-se en un triangle amorós amb l'esposa del seu millor amic, va ser adaptada per a la pantalla d'una manera polida i divertida. En un to de comèdia i amb bon ritme, l'espectador s'endinsa en la vida d'aquest subjecte, que imagina Humphrey Bogart donant-li consells per a ser un seductor.
Conté referències a moltes de les pel·lícules favorites de Woody Allen. Fonamentalment, cinema europeu o El somni etern (1946) de Howard Hawks, però sobretot, Casablanca (Michael Curtiz, 1942), el final de la qual parodia i de la qual pren el títol original (Toca-la una altra vegada, Sam). La pel·lícula és un primer esbós del món del cineasta novaiorquès, que a partir d'aquesta cinta dirigiria les seves pròpies idees, i arribaria a filmar una pel·lícula per any fins avui.
En somni d'un seductor, el cinema es confon amb la realitat, a més d'evidenciar la fortalesa en pantalla del duo Allen-Keaton, que després realitzarien altres pel·lícules junts com Annie Hall i Manhattan

## Altres dades
- Guió original: Woody Allen (basat en la seva obra teatral)
- Producció executiva: Charles H. Joffe
- Disseny de producció: Ed Wittstein
- Escenografies: Doug von Koss
- Color: Color (Technicolor)